# T. J. 타인
T. J. 사인(T. J. Thyne, 1975년 3월 7일 ~ )은 미국의 배우이다.

## 출연 작품
- 더 파든 (2013)
- 셔플 (2011)
- 휴먼 컨트랙트 (2008)
- 볼 돈 라이 (2008)
- 밸리데이션 (2007)
- 겟팅 플레이드 (2005)
- 레이즈 유어 보이스 (2004)
- 익스포즈드 (2003)
- 타임캅 2 (2003)
- 사랑할 때 버려야 할 아까운 것들 (2003)
- 하우 하이 (2001)
- 나쁜 종자 (2000, Preston Tylk)
- 스카이 이즈 폴링 (2000)
- 크리티컬 매스(영어판) (2000)
- 판타스틱 소녀 백서 (2000)
- 그린치 (2000)
- 에린 브로코비치 (2000)
- 시티 레인져 (1993)

### 텔레비전
- 프렌즈 (1998)
- 마이 와이프 앤 키즈 (2004)
- 허프 (2004-05)
- 본즈 (2005-17)